# Vedolizumab
Il vedolizumab, conosciuto con il nome commerciale di Entyvio, è un anticorpo monoclonale umanizzato, antagonista dell'integrina α4β7, usato per curare la rettocolite ulcerosa e la malattia di Crohn in forma moderata o grave e refrattario ad altre terapie. Viene somministrato per via endovenosa e può generare un forte aumento della tolleranza nel paziente in caso di somministrazioni ripetute. Attraverso il legame che contrae con l'integrina α4β7, il vedolizumab agisce come inibitore dei processo infiammatorio.
L'uso medico del vedolizumab è stato approvato in Europa e negli Stati Uniti nel 2014.

## Interazioni
Il vedolizumab ha diverse interazioni con farmaci e vaccini.

## Effetti collaterali
Gli effetti collaterali del vedolizumab sono:
Molto comuni (con frequenza superiore al 10%):
- Nasofaringite (13%)
- Cefalea (12%)
- Artralgia (12%)

Comuni (con frequenza tra l'1% e il 10%):
- Nausea (9%)
- Ipertermia (9%)
- Infezioni del tratto respiratorio superiore (7%)
- Astenia (6%)
- Tosse (5%)
- Bronchite (4%)
- Sintomi influenzali (4%)
- Mal di schiena (4%)
- Eruzione cutanea (3%)
- Prurito diffuso (3%)
- Sinusite (3%)
- Dolore orofaringeo (3%)
- Dolore alle estremità (3%)

Non comuni (con frequenza inferiore all'1%):
- Infezioni (0,85% per paziente/anno)
- Reazioni di ipersensibilità correlate all'infusione (0,07%)
- Infezioni gravi (0,06% per paziente/anno)

Nei rapporti post-marketing si sono inoltre registrati casi di anafilassi e di pancreatite acuta.